# Sheringham
Sheringham – miasto portowe w Wielkiej Brytanii, w Anglii, w hrabstwie Norfolk. W 2001 r. miasto to zamieszkiwało 7143 osób.

## Miasta partnerskie
- Otterndorf, Niemcy